# Hallshuk

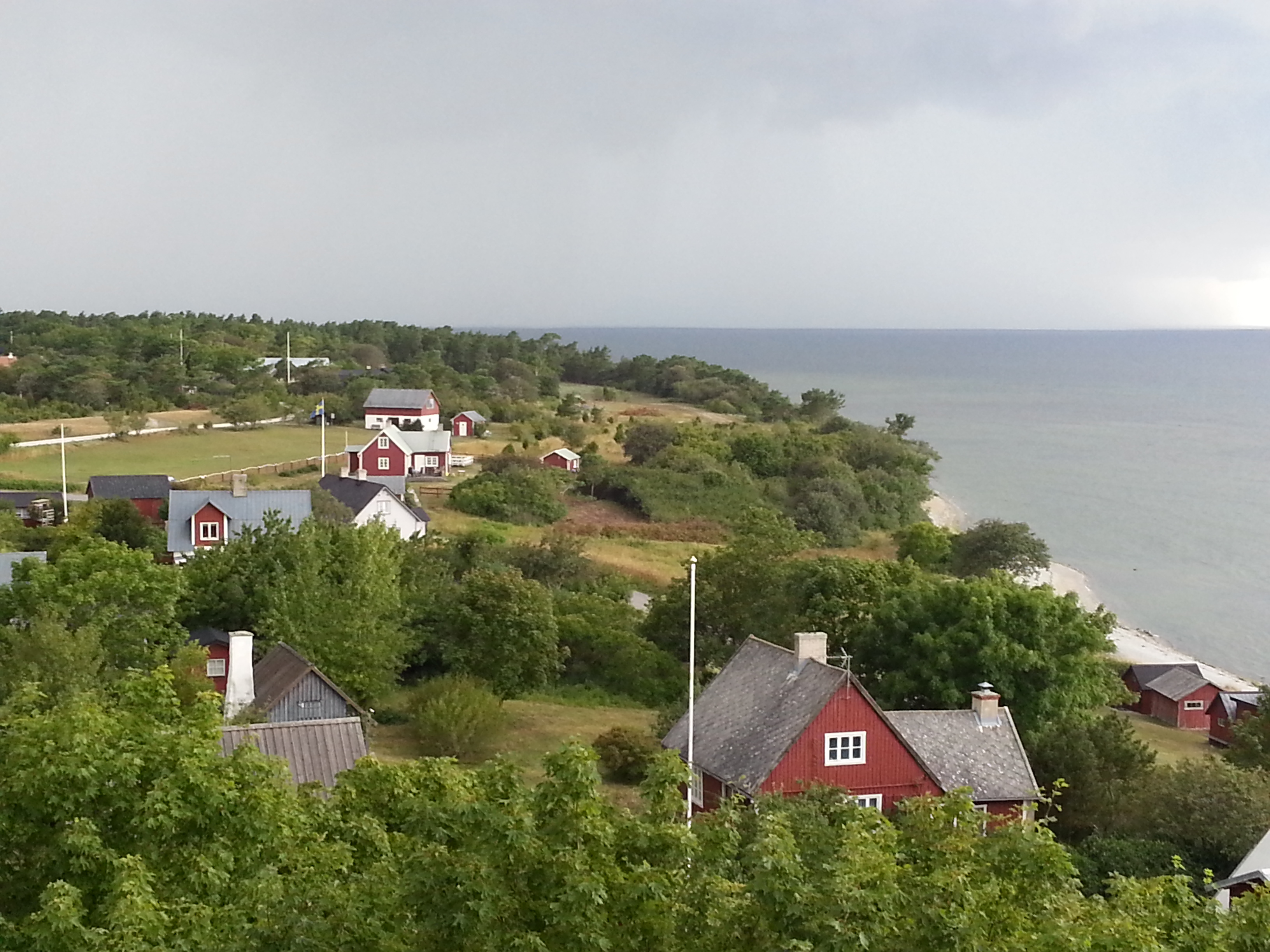
Hallshuk från klinten i augusti 2013.

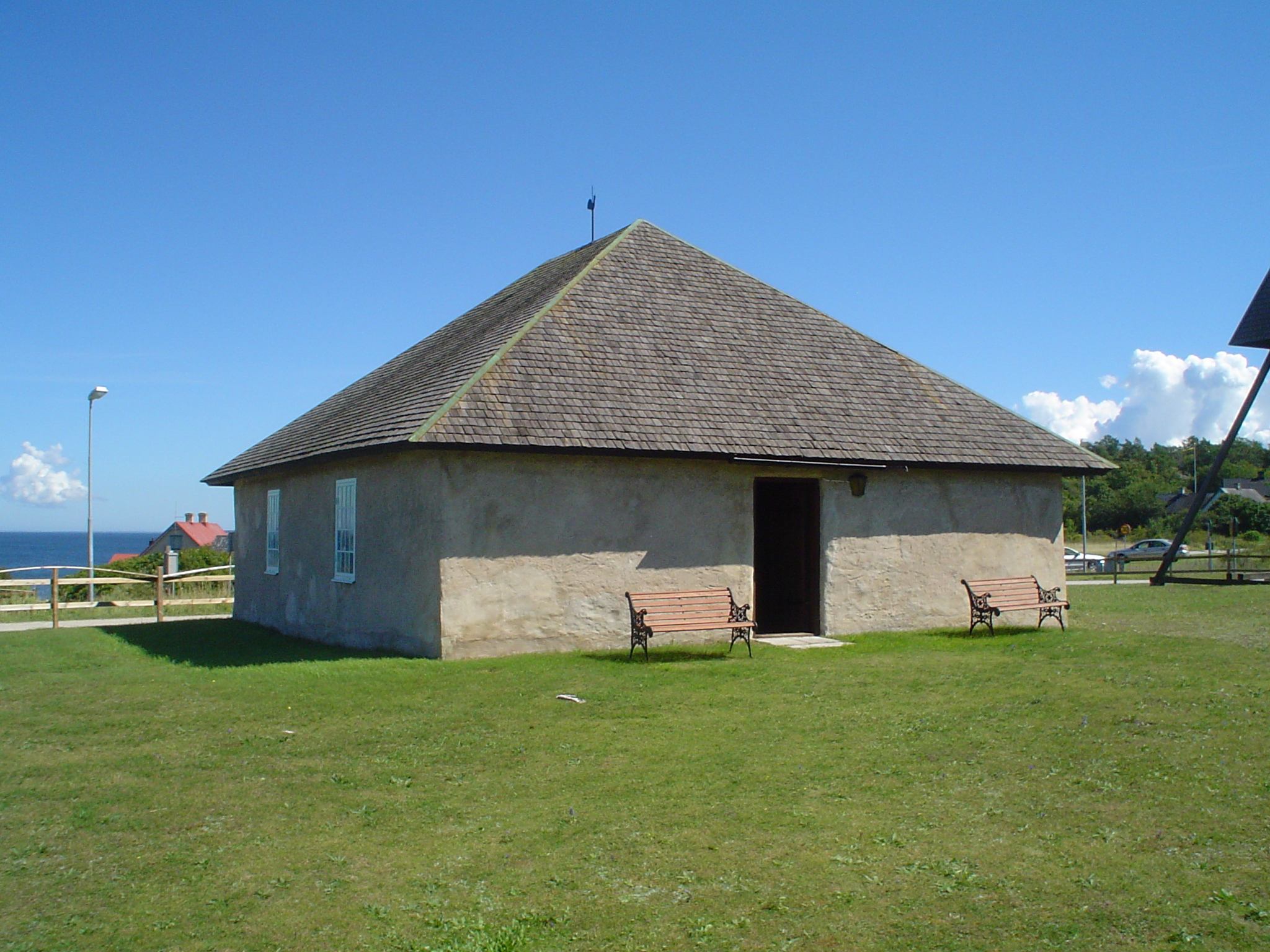
Hallshuks kapell.

Hallshuk en hög kustklint på Harudden av Hallhalvön på nordvästra Gotland, Halls socken. Inte långt från Hallshuk finns det fyr och Halls fiskeläge, där Hallshuks fiskekapell är beläget.

## Historik
Under äldre tid var Hallshuk en av de mest betydande fiskelägena på Gotland, och betjänade inte bara närliggande bönder utan även fiskare från Visby, Västergarn och Gnisvärd. 1600-1680 var en betydande fiskeperiod då strömming gick till i stora mängder. 1747-1809 och 1877-1906 var andra gynnsamma perioder för fisket. Förutom sill fiskades torsk under senhösten och vintern samt flundra under sommaren. Under 1900-talet fiskades även lax. Hallshuk saknar naturlig hamn, och är egentligen ingen lämplig fiskehamn, utan närheten till fiskeplatserna var avgörande för läget. 1927 byggdes en modern fiskehamn med pirarmar ut i vattnet.
Bland ortens sommarboende har märkts barnläkaren Yngve Larsson.

## Natur
Den karga naturen här har varit glesbefolkad och stora områden har varit relativt opåverkade av människan. För att bevara området inrättades 1967 det 22 kvadratkilometer stora Hall-Hangvar naturreservat. Naturkvaliteter har gått förlorade då man i reservatsföreskrifterna inte haft möjligheter att inskränka markägarnas rätt att bedriva skogsbruk.
Däremot är biltrafik förbjuden på de mindre vägarna inom reservatet, liksom tältning. Eldning är också förbjuden maj-oktober.
I de mellersta delarna av naturreservatet ligger Hätftingsklint, en klint med imponerande utsikt över Östersjön. På toppen ligger en fornborg.